# Els Verds - L'Alternativa Ecologista
Els Verds - L'Alternativa Ecologista (EV-AE), conegut fins a l'any 2006 com a Alternativa Ecologista de Catalunya (AEC), és un partit polític ecologista català creat el 1989 aleshores amb el nom d'Els Verds-Unió Verda.
El partit va concórrer a les eleccions al Parlament de Catalunya de 1992 amb una candidatura que portava per nom Els Verds-Unió Verda (Alternativa Ecologista de Catalunya), amb la qual va obtenir 14.154 vots (0,54% dels vots).
El 1993 participà en el procés de creació d'Els Verds (Confederació Ecologista de Catalunya), tot i que el fet de negar-se a presentar-se a les eleccions al Parlament de Catalunya de 1995 en coalició amb Iniciativa per Catalunya provocà que quedés al marge de la coalició i que decidís presentar-se pel seu compte, amb el nom d'Alternativa Ecologista de Catalunya-Adherits a Els Verds Europeus, tot obtenint 14.651 vots (0,45% dels vots). El 1995 també es presentà a les eleccions locals en algunes poblacions com ara Mataró.
A les eleccions generals espanyoles de 1996 es presentà en una candidatura anomenada Els Verds Europeus - Alternativa Ecologista de Catalunya.
El 2003, el partit es presentà a les eleccions locals amb el nom d'Els Verds - Ecopacifistes de Catalunya, tot i que a partir de les eleccions generals espanyoles de 2004 ja ho feu amb el nom de Els Verds - L'Alternativa Ecologista.